# Comuna Alcedar, Șoldănești
Comuna Alcedar este o comună din raionul Șoldănești, Republica Moldova. Este formată din satele Alcedar (sat-reședință), Curătura și Odaia.

## Demografie
Conform datelor recensământului din 2014, comuna are o populație de 1.234 de locuitori. La recensământul din 2004 erau 1.548 de locuitori.

## Administrație și politică
Componența Consiliului local Alcedar (9 consilieri), ales la 5 noiembrie 2023, este următoarea:
|  | Partid                                        | Consilieri | Componență | Componență | Componență | Componență | Componență | Componență |
|  | --------------------------------------------- | ---------- | ---------- | ---------- | ---------- | ---------- | ---------- | ---------- |
|  | Partidul Socialiștilor din Republica Moldova  | 6          |            |            |            |            |            |            |
|  | Partidul Dezvoltării și Consolidării Moldovei | 1          |            |            |            |            |            |            |
|  | Partidul Social Democrat European             | 1          |            |            |            |            |            |            |
|  | Partidul Liberal Democrat din Moldova         | 1          |            |            |            |            |            |            |